# Jyotindra Jain
Jyotindra Jain (Indore, 5 juni 1943) is een Indiaas hoogleraar kunstgeschiedenis en cultuurgeschiedenis en museologie. 

## Studie
Jain behaalde zijn bachelorgraad in 1963, gevolgd met een master in oude Indiase cultuur in 1965, beide aan de Ruprecht-Karls-universiteit in Heidelberg. Met behulp van een studiebeurs van de Oostenrijkse regering behaalde hij een certificaat in museologie aan de Universiteit van Wenen (1970-72). Deze studie stelde hem in staat in 1972 zijn Ph.D. te behalen in antropologie en veldonderzoek te starten in Gujarat, Rajasthan, Madhya Pradesh, Maharashtra en Orissa.

## Loopbaan
Van 1975 tot 1978 voerde hij veldonderzoek uit in Gujarat om een museum op te zetten in volkskunst voor de Shreyas Foundation. Daarna doceerde hij een jaar aan het Zuid-Azië Instituut van de Ruprecht-Karls-universiteit in Heidelberg.
In 1984 werd hij directeur van het National Crafts Museum in New Delhi. Verder was hij ledensecretaris en hoogleraar (culturele archieven) voor het Indira Gandhi National Centre for the Arts (IGNCA) en hoogleraar aan de School of Arts and Aesthetics van de Jawaharlal Nehru-universiteit, beide eveneens in New Delhi.